# 徳永暁人
徳永 暁人（とくなが あきひと、1971年9月22日 - ）は、日本のミュージシャン、シンガーソングライター、ボーカリスト、ベーシスト、ギタリスト、マニピュレーター、作詞家、作曲家、編曲家。ロックバンド・doaのリーダー（2024年12月解散）。神奈川県秦野市出身、大阪府在住。東京音楽大学卒業。大阪音楽大学特任教授、東京音楽大学特別招聘講師。

## 略歴
小学5年生からシンセサイザー、プログラミングで作曲をしていた。
1987年4月神奈川県立厚木高等学校に進学、在学中に音楽の道を志し、音楽大学受験を決意。
1990年4月〜東京音楽大学音楽学部音楽学科作曲指揮専攻、作曲 映画・放送音楽コース入学。在学中より作曲家・編曲家、マニピュレーター（プログラミング担当）、ベーシストとして活動を開始。テレビドラマ、CM、ラジオ、ゲーム音楽等の作曲・編曲を手掛ける。
1993年3月の東京音楽大学卒業と同時にビーインググループに所属。同年、中谷美紀の歌手デビューシングル「あなたがわからない」のC/W曲「好きになりすぎていた」の編曲を担当（初の楽曲提供）。
1996年、FIELD OF VIEWの「Dear old days」、「Dreams」などの編曲を担当。
1997年以降、ZARD「永遠」の作曲・編曲、「さわやかな君の気持ち」等、ZARDへの作曲・編曲での参加が続く。同年、松本孝弘プロデュースによる七緒香の「恋は舞い降りた」他の編曲（松本と共同）を担当したのを切っ掛けに、「Calling」、「Liar! Liar!」、『SURVIVE』、その後「ultra soul」など数多くのB'zの楽曲制作に参加（共同編曲、プログラミング、ベース）。ライブにもサポート・ベーシストとして出演。
2001年以降、倉木麻衣「Stand Up」「Feel fine!」「明日へ架ける橋」「渡月橋〜君 想ふ〜」等、他GIZA系アーティストへの楽曲提供（作曲・編曲）が続く。
2004年以降、ロックバンド「doa」を結成。リーダーを務める。
2011年〜2015年、NHK教育テレビジョン「スクールライブショー」に審査員等として出演。同年11月以降、doaのライブとは別に、徳永暁人ソロライブ「Route 109（＝徳）」と名付けたソロライブを開始。
2014年5月以降、東京音楽大学に特別招聘講師として招聘（以降随時講義を担当）。
2016年4月以降、大阪音楽大学音楽学部音楽学科ミュージッククリエーション専攻特任准教授就任。
2016年〜2021年、「オンキョー世界点字作文コンクール」の審査員を務め、作詞賞受賞作品に楽曲提供。
2017年、チャン・グンソク「Voyage」楽曲提供。同年、大黒摩季デビュー25周年記念、初の全国47都道府県ツアーにベーシストとして参加。
2017年〜2019年、倉木麻衣“Mai Kuraki Live”ツアーにサポートメンバー（ベース、キーボード、コーラス）として参加。
2020年、浦島坂田船のとなりの坂田。から直接オファーで『迷図』楽曲提供。同年、原田喧太と徳永暁人によるセッションYouTubeチャンネル『けんとくチャンネル』を開設。B'z初の配信ライブ『B'z SHOWCASE 2020 -5 ERAS 8820-』にベーシストとして参加。12月2日、初のソロ・アルバム『Route 109』リリース。
2021年6月、ZARD初のシンフォニックコンサートにてピアノコンチェルトをピアニストとして参加。11月、ブルーノート東京にて単独公演『Route109ExtraEdition』を開催。
2022年、アップライトベースを弾き始める。4月以降、大阪音楽大学音楽学部音楽学科ミュージッククリエーション専攻特任教授に就任。
2023年1月、大黒摩季『SPARKLE 』ツアーに参加（ベース,アップライトベース,コーラス）。1月27日、2月1日・3日、稲葉浩志のソロライブ『Koshi Inaba LIVE 2023 〜en-eX〜』に、ベーシストとして参加。2月1日、ソロ・アルバム第二弾『Route 109 2nd Blvd.』リリース。3月8日、コットンクラブにて単独公演開催。９月に株式会社ギザアーティストより退所。
独立フリーランスとして活動開始。
同年、毎日文化センター大阪にて自身とハモる体験参加型音楽イベントを開始。
2024年、VOWWOWの人見元基、小野正利らとRock'N Hotelライブ開催。『FIELD OF VIEW 29th Anniversary Live』の東京公演に参加。アコースティックアンサンブルユニット、ラトリニテを結成。ファミリーコンサートを大阪熊取町キテーネホールで開催。A.B.C-Zへ楽曲提供。稲葉浩志のレジデンシー公演『Koshi Inaba LIVE 2024 ～en-Zepp～』とツアー『Koshi Inaba LIVE 2024 〜enⅣ〜』に参加。同年8月、年内いっぱいでdoaを解散することを発表した。

## 人物

### 所属
大学在学中にビーイング(現：B ZONE)の「BADオーディション (Being Artist Development Audition)」に合格。卒業と同時にビーインググループ（現：B ZONE GROUP）に所属、1990年代は東京ビーイング、2000年頃から2023年1月まで同系列の大阪GIZA studioを拠点として活動していた。

### 学生時代
東京音楽大学在学中に、三枝成彰、服部克久、羽田健太郎、堀井勝美、鳴瀬喜博、野呂一生、難波弘之、小六禮次郎らに師事。特にベースは鳴瀬の指導を受けチョッパー奏法も習得、ベーシストとして鳴瀬を師匠と仰いでいる。在学中には三枝、堀井のアシスタントも務めた。

### 逸話
徳永の作曲したデモテープに稲葉浩志が歌詞を付けており、それをきっかけとして徳永はリード・ボーカルを担当している。
doaの曲「心のリズム飛び散るバタフライ」ではリード・ボーカルを担当し、福山雅治に声がそっくりだとUSENやラジオ局に問い合せが殺到した。

### その他
アメリカのロックバンド『イーグルス』の大ファンである。
「Sadowsky（サドウスキー）製の徳永暁人モデル」（特注品）の赤色の5弦ベースを愛用しており、ライブでも使用することが多い。
TUNE（チューン）製の徳永暁人モデル：「BB-4-109STD」「BBー4−109」「BB~5−109」「BB−109限定品 京都バージョン」「TAB−344−109」。

## 活動

### バンド歴
| 順 | 年              | バンド名       | 担当                               | 補足                       |
| -- | --------------- | -------------- | ---------------------------------- | -------------------------- |
| 1  | 1995年-         | PAMELAH        | ベース、編曲                       | GROOVE & BODY UNITに参加   |
| 2  | 1998年          | XL             | ベース、共同作詞、作曲・編曲       | CDはXL、O・K!他            |
| 3  | 2002年          | 三枝夕夏 IN db | ベース、作曲・編曲                 | 三枝夕夏のソロプロジェクト |
| 4  | 2004年 - 2024年 | doa            | ボーカル、作詞・作曲・編曲、ベース | バンド・リーダー           |

### B'zサポート
1997年以降、B'zの制作活動（稲葉浩志、松本孝弘との共同編曲、プログラミング）に携わり、以下のライブにもサポートベーシストとして出演している。稲葉浩志、松本孝弘のソロ活動の一部もサポート（編曲、ライブ出演）している。
| 開催年 | ライブ名                                          |
| ------ | ------------------------------------------------- |
| 1998年 | B'z LIVE-GYM '98SURVIVE                           |
| 2003年 | Secret Live at Loppongi Hills                     |
| 2003年 | B'z SHOWCASE 2003 "IT'S SHOWCASE!!"               |
| 2003年 | B'z LIVE-GYM The Final Pleasure "IT'S SHOWTIME!!" |
| 2005年 | B'z SHOWCASE 2005 "網走番外編"                    |
| 2005年 | B'z LIVE-GYM 2005 "CIRCLE OF ROCK"                |
| 2006年 | B'z SHOWCASE 2006 "横須賀MONSTER"                 |
| 2006年 | B'z LIVE-GYM 2006 "MONSTER'S GARAGE"              |
| 2006年 | B'z Premium LIVE                                  |
| 2007年 | B'z SHOWCASE 2007 "19"                            |
| 2007年 | SHOWCASE 2007 "B'z In Your Town"                  |
| 2007年 | SUMMER SONIC 07                                   |
| 2020年 | B'z SHOWCASE 2020 -5 ERAS 8820-                   |

### 共演等
2007年以降、「ZARD（坂井泉水追悼ライブ）「What a beautiful memory」。
2011年、楽器、音響、映像、照明、楽譜展示会「フランクフルト・ミュージックメッセ (Musicmesse) 2011」に、日本の楽器メーカーFUJIGEN、デンマークのエフェクターメーカーT-Rexのブースのデモンストレーターとして出演。
2013年以降、鳴瀬喜博との師弟共演。
倉木麻衣、大黒摩季、愛内里菜、宇徳敬子、大野愛果、野呂一生、シェーン・ガラース他のライブにサポート出演

## 劇伴作品

### 映画音楽
| 年     | 作   | 映画名                                                                             | 担当                                             |
| ------ | ---- | ---------------------------------------------------------------------------------- | ------------------------------------------------ |
| 1995年 | 東映 | 劇場版スラムダンク第4話「吠えろバスケットマン魂!! 花道と流川の熱き夏、湘北紅白戦」 | SLAM DUNK Original Soundtrack 3 ('95 SUMMER)音楽 |
| 1996年 | 東映 | ドラゴンボール 最強への道 (Dragon Ball-The Path to Ultimate Strength-)             | 音楽プロデュース、サウンドトラック盤音楽         |

### テレビ音楽
| 年     | 放送局       | 番組                 | 担当他                                 |
| ------ | ------------ | -------------------- | -------------------------------------- |
| 1991年 | NHK          | ハイビジョン試験放送 | 放送開始時のテーマBGM担当              |
| 1993年 | NHK          | 清左衛門残日録       | 編曲、演奏                             |
| 1995年 | テレビ朝日系 | スラムダンク         | サウンドトラック盤音楽                 |
| 1996年 | テレビ東京系 | ザ・BINGOスター      | 音楽                                   |
| 1996年 | フジテレビ系 | ドラゴンボールGT     | 音楽プロデュース、作曲・編曲           |
| 2000年 | テレビ朝日系 | 人生の楽園           | オープニング曲「PARADISE OF LIFE」提供 |
| 2007年 | TBSテレビ系  | 秘境アマゾン巨大文明 | 音楽、サウンドトラック                 |

### ゲーム音楽
1993年 - 「エルファリア (ELFARIA)」（ファミコン用ゲーム）音楽（プログラミング）を担当（鈴木大と共同）。

## 楽曲提供・レコーディング参加
所属バンドの楽曲以外。手掛けた殆んどの楽曲のレコーディングで、ベース、プログラミング、コーラス等の参加が多い。『　』は大部分を徳永暁人が担当したアルバム。収録曲記載は省略。
（補記）：共同編曲等

### 作詞・作曲・編曲
- A.B.C-Z
  - 「花束のステージ」（川村ゆみとの共同コーラスアレンジも担当）（『君じゃなきゃだめなんだ』のC/W曲）
- となりの坂田。(浦島坂田船)
  - 「迷図」（『RAINBOW』に収録）
- BAND-MAID
  - 「Don't Let Me Down」（『New Beginning』に収録 ）
- Rainy。
  - 「Rainbow Christmas」（山崎あおいとの共同作詞）

### 作曲・編曲
- 植田真梨恵
  - 「まぜるなきけん」
- 上原あずみ
  - 「Lazy」
- UMI☆KUUN
  - 「I am Just Feeling Alive」
- A.B.C-Z
  - 「オリジナルストーリー」（大黒摩季との共同作曲）（『5 STARS』に収録）
- 尾崎由香
  - 「dayone」
- 上木彩矢
  - 「Secret Night」
- 北原愛子
  - 「grand blue」
  - 「DA DA DA」
- 倉木麻衣
  - 「Stand Up」
  - 「Winter Bells」
  - 「Feel fine!」
  - 「Perfect Crime」（池田大介との共同編曲）
  - 「Fairy tale 〜my last teenage wish〜」
  - 「Ride on time」
  - 「Make my day」
  - 「I don't wanna lose you」（「Make my day」に収録）
  - 「明日へ架ける橋」（池田大介との共同編曲）
  - 「Moon,serenade Moonlight」
  - 「ダンシング」
  - 「ベスト オブ ヒーロー」
  - 「Diamond Wave」
  - 「会いたくて...」（『DIAMOND WAVE』に収録）
  - 「ホログラム」（『DIAMOND WAVE』に収録）
  - 「夢が咲く春」
  - 「I scream!」
  - 「Brave your heart」（『OVER THE RAINBOW』に収録）
  - 「ラララ＊ラ」（『OVER THE RAINBOW』に収録）
  - 「You and Music and Dream -another ver-）」
  - 「Special morning day to you」
  - 「Wake me up」
  - 「always giving my heart」（「Wake me up」に収録）
  - 「STAND BY YOU」
  - 「Serendipity」
  - 「Serendipity fest. Sensation」（レコチョク限定配信）[28]
  - 「ミステリーヒーロー」
  - 「Make that change」
  - 「渡月橋 〜君 想ふ〜」
  - 「薔薇色の人生」
  - 「Wで包むよ」
- SARD UNDERGROUND
  - 「永遠」（長戸大幸との共同編曲）（『ZARD tribute』に収録）
  - 「夏の恋はいつもドラマティック」（長戸大幸との共同編曲）（『オレンジ色に乾杯』に収録）
  - 「卒業式」
  - 「琵琶湖大橋」（『涙色で』に収録）
- ZARD
  - 「永遠」
  - 「フォトグラフ」（『永遠』に収録）
  - 「帰らぬ時間の中で」（「Don't you see!」のC/W曲）
  - 「愛を信じていたい」（リメイクバージョンでは作曲のみ）（「君に逢いたくなったら…」のC/W曲）
  - 「Vintage」（「息もできない」のC/W曲）
  - 「The only truth I know is you」（「promised you」のC/W曲）
  - 「永遠 〜君と僕との間に〜」（『ZARD BLEND II〜LEAF & SNOW〜』に収録）
  - 「さわやかな君の気持ち」（アルバムバージョンでは作曲のみ）
  - 「抱きしめていて」（「さわやかな君の気持ち」のC/W曲）
  - 「Seven Rainbow」（共同編曲のバージョンも存在する）（「さわやかな君の気持ち」のC/W曲）
  - 「探しに行こうよ」（リメイクバージョンでは作曲のみ）（「明日を夢見て」のC/W曲）
  - 「君と今日の事を一生忘れない」（『君とのDistance』に収録）
- the★tambourines
  - 「stay young」
  - 「afresh wish」
- 三枝夕夏 IN db
  - 「Whenever I think of you」
  - 「君の瞳の中はミステリー」
  - 「ジューンブライド 〜あなたしか見えない〜」
- 滴草由実
  - 「Don't you wanna see me ＜oh＞ tonight?」
  - 「TAKE ME TAKE ME」
  - 「CONTROL Your touch」
  - 「SOMETIMES」
  - 「I still believe 〜ため息〜」
- 菅崎茜
  - 「君の名前 呼ぶだけで」
- スパークリング☆ポイント
  - 「Have a good time !」
- 高岡亜衣
  - 「人生はParadise!」
- TFG
  - 「!Hola! !Hola! !Hola!」
- なついろ
  - 「exotic Love 〜君の過去も全部抱きしめたい〜」（『あの夏色の空へと続く』に収録）
  - 「answer」（『あの夏色の空へと続く』に収録）
  - 「We'll be One Heart, One Love」（『Summer Spur』に収録）
- 新浜レオン
  - 「糧」
- harajukuロンチャーズ
  - 「気分はSuper Girl」（ももいろクローバーZがカバーし「未来へススメ!」に収録）
- BAND-MAID
  - 「ORDER」（『Brand New MAID』に収録）
- PINC INC
  - 「笑顔も泣き顔も」（『もっとキミ色に染まりたい』に収録）
- Rainy。
  - 「ME」
- 蓮花
  - 「はつごころ」（『星の羽ばたく夜は』に収録）
- WAG
  - 「Just wanna be」
  - 「TIME WAITS FOR NO ONE」
  - 「吹きすさぶ風の中で」
  - 「Don't look back again」
- 謎の着せ替え&仮面シンガー、ANIKi
  - 「ジョリジョリ」（『ついといでや。』に収録）
- 第14回世界点字作文コンクール作詞賞受賞作品
  - 「もしも ぼくが ぼくで なかったら」（作詞：田崎博基）[29]

### 作詞のみ
- Sensation
  - 「パラシュートが開かない」（ゲストボーカルも担当）（『Sensation I』 に収録）

### 作曲のみ
- 愛内里菜
  - 「Broken Heart」（「NAVY BLUE」に収録）
  - 「be distant」（『POWER OF WORDS』に収録）
  - 「WISH」（『POWER OF WORDS』に収録）
  - 「Dream×Dream」
  - 「Especial thanks」
  - 「I'll be delighted」
  - 「PARTY TIME PARTY UP」
- アンティック-珈琲店-
  - 「千年DIVE!!!!」[30]
- 上原あずみ
  - 「秘密」
- 上木彩矢
  - 「Communication Break」
- 北原愛子
  - 「TANGO」
  - 「君の描くその未来」
  - 「Dream⭐︎ing」
- 倉木麻衣
  - 「BE WITH Ü」
  - 「Born to be Free」
  - 「TRY AGAIN」
- grram
  - 「悲しいほど 今日の夕日 きれいだね」
  - 「オレンジの空」
- SARD UNDERGROUND
  - 「夏の終わりに･･･」（『オレンジ色に乾杯』に収録）
- ZARD
  - 「pray」（『止まっていた時計が今動き出した』に収録）
  - 「good-night sweet heart」（『君とのDistance』に収録）
- 三枝夕夏 IN db
  - 「PASSIONATE WAVE」
  - 「Because I love you, good-bye street」
- the★tambourines
  - 「wonder boy」
- 滴草由実
  - 「Keep it Love」
- JEWELRY
  - 「PASSIONATE WAVE」
  - 「LUCKY LOVE」
- スパークリング☆ポイント
  - 「卒業 〜虹色DAYS〜」
- ソンモ
  - 「MY OWN STORY」（『いつつの星』に収録）
  - 「LIFE WITH MUSIC！」（『いつつの星』に収録）
- 竹井詩織里
  - 「Like a little Love」
  - 「あの海が見えたら 」（『My Favorite Thing』に収録）
  - 「slow step」（『second tune 〜世界 止めて〜』に収録）
  - 「new day」（『second tune 〜世界 止めて〜』に収録）
- チャン・グンソク
  - 「Voyage」
- なついろ
  - 「Bitter & Sweet ラプソディー」（『Summer Spur』に収録）
- Bon-Bon Blanco
  - 「涙のハリケーン」
  - 「SUNRISE」
- MANISH
  - 「イラナイ」
- 森本美紀
  - 「止まらないメリーゴーランド」
- WAG
  - 「悲しみの雨」
- びわこ成蹊スポーツ大学応援歌

### 編曲のみ
- 愛内里菜 (Rina Aiuchi)
  - 「Forever You 〜永遠に君と〜」（『POWER OF WORDS』に収録）
  - 「Painted Black」（『POWER OF WORDS』に収録）
  - 「Can you feel the POWER OF WORDS?」（『POWER OF WORDS』に収録）
  - 「Over Shine」
- Amber's
  - 「Unchain×Unchain」（Amber’sとの共同）
- 伊奈木紫乃
  - 「Malaguena」
- 稲葉浩志
  - 「AKATSUKI」（稲葉浩志・寺地秀行との共同）
  - 「SAIHATE HOTEL」（共同）
  - 「透明人間」（共同）
  - 「Stay Free」（『Singing Bird』に収録））
  - 「孤独のススメ」（『Singing Bird』に収録）
  - 『羽』（全曲）
  - 『只者』
- 岩田さゆり
  - 「空飛ぶあの白い雲のように/さよならと…」
- 植田真梨恵
  - 「RRRRR（アール）」
  - 「シンクロ」（『センチメンタルなリズム』に収録）
  - 「ハイリゲンシュタットの遺書」[31]
  - 「泣いてない」
  - 「わかんないのはいやだ」
  - 「クリア」（「わかんないのはいやだ」のC/W曲）
  - 「夢のパレード」
  - 「FAR」
- 上原あずみ
  - 「無色」
  - 「ask me」
  - 「Stay with me」
- WAR-ED
  - 「Underworld」（『CONSTRUCTION』に収録）
- 宇徳敬子
  - 「Realize」
  - 「Trust me」
  - 「Are you kidding」
  - 「Change your life」
- 大黒摩季
  - 「My Will ～世界は変えられなくても～」（『Greatest Hits 1991-2016 〜All Singles +〜』に収録）
  - 「latitude ～明日が来るから～」
  - 「Harmony feat.徳永暁人 from doa」
  - 「LOVE MUSCLE」
  - 「笑顔のトビラ」（『MUSIC MUSCLE』に収録）
  - 「マリンタワーに着くまでに」（『MUSIC MUSCLE』に収録）
  - 「サンタラン🎅RUN♪RUN♪」
  - 「Sharely Christmas with Santa Run Kids♪」
  - 「君に届け feat.doa,川島だりあ」
- 大野愛果（セルフカバー）（大野愛果と共同編曲）
  - 「Love, Day After Tomorrow」
  - 「This is your life」
  - 「Shadows of Dreams」
  - 「happy days」
  - 「Delicious Way」
  - 「Land of Sunshine」
  - 「Reach for the sky」
- 大野愛果（3rdアルバム『Silent Passage』）
  - 「Forever You ～永遠に君と～ 」（original：愛内里菜）
- 岡崎雪
  - 「Feel like makin' love」
- Caos Caos Caos
  - 「Good-bye Memories」
- Cup's
  - 「OH! CHERRY BOY」
- KAT-TUN
  - 「Real Face#1」（松本孝弘との共同編曲）
- 北原愛子
  - 「虹色にひかる海」
- 倉木麻衣
  - 「Brand New Day」
  - 「Like a star in the night」
  - 「WE ARE HAPPY WOMEN」
  - 「Secret, voice of my heart」
- 「MAI-K & FRIENDS」
  - GIZA studio MAI-K & FRIENDS HOTROD BEACH PARTY「SURFIN'U.S.A.」
- 小松未歩
  - 「mysterious love」
  - 「私さがし」
  - 「通り雨」（『私さがし』に収録）
  - 「渇いた叫び」（『小松未歩 6th 〜花野〜』に収録）
- SARD UNDERGROUND
  - 「心を開いて」（長戸大幸との共同）（『ZARD tribute』に収録）
  - 「Don’t you see!」（長戸大幸との共同）（『ZARD tribute』に収録）
  - 「少女の頃に戻ったみたいに」（長戸大幸との共同）（『ZARD tribute』に収録）
  - 「役者犬のうた」
- ZARD
  - 「風が通り抜ける街へ」
  - 「遠い星を数えて」（「風が通り抜ける街へ」のB面）
  - 「Brand New Love」
  - 「世界はきっと未来の中」（古井弘人・シオジリケンジとの共同）
  - 「お・も・ひ・で」（古井弘人との共同）
  - 「Get U're Dream (Version Two)」
  - 「明日もし君が壊れても」
  - 「時間の翼」（『止まっていた時計が今動き出した』収録フルバージョンの編曲は小林哲）
  - 「世界はきっと未来の中 〜another style 21〜」（大賀好修との共同）
  - 「クリスマス タイム」
  - 「止まっていた時計が今動き出した」
  - 「天使のような笑顔で」
  - 「瞳閉じて」
  - 「今日はゆっくり話そう」
  - 「淡い雪がとけて」
- 三枝夕夏 IN db
  - 「Tears Go By」
  - 「Graduation」（『Secret&Lies』に収録）
  - 「Secret&Lies」（『Secret&Lies』に収録）
  - 「CHU☆TRUE LOVE」
  - 「咲き誇れ」
  - 「ココロが止まらない」
- 滴草由実
  - 「花篝り」
  - 「Wonderful World」
- 島袋寛子
  - 「てぃんさぐぬ花」
  - 「安里屋ユンタ」
- 高岡亜衣
  - 「君の傍で」
  - 「夏のある日に」
  - 「You're Still The One」
- TUBE
  - 「I'm in love you, good day sunshine」
  - 「青いメロディー」（TUBEとの共同編曲）
  - 「夏の魔法」（TUBEとの共同編曲）
- TWINZER
  - 「All Right」
  - 「Walk On」
- DEEN
  - 「手ごたえのない愛」
- TMG
  - 「OH JAPAN 〜OUR TIME IS NOW〜」（松本孝弘との共同編曲）
  - 『TMG I』（松本孝弘と共同編曲）
- Theatre Of Strings
  - 「ENTER THE DRAGON THEME」（松本孝弘と共同編曲）
- T-BOLAN
  - 「じれったい愛 '98」（『1999 REMIXES』に収録）
  - 「Bye For Now '98」（『1999 REMIXES』に収録）
  - 「刹那さを消せやしない '99」（『1999 REMIXES』に収録）
  - 「離したくはない '99」（『1999 REMIXES』に収録）
  - 「悲しみが痛いよ '99」（『1999 REMIXES』に収録）
  - 「Heart of Gold '99」（『1999 REMIXES』に収録）
  - 「わがままに抱きあえたなら '99」（『1999 REMIXES』に収録）
- d-project
  - 「負けないで」（『d-project with ZARD』に収録[32]）
  - 「DAN DAN 心魅かれてく」（『d-project with ZARD』に収録[32]）
- 中谷美紀
  - 「好きになりすぎていた」
- 中原薫
  - 「見つめあう瞳があるから」
- なついろ
  - 「For Dear」（『あの夏色の空へと続く』に収録）
  - 「Girls Song !!!」（『あの夏色の空へと続く』に収録）
  - 「Summer Spur」」（『Summer Spur』に収録）
- 七緒香
  - 「恋は舞い降りた」（ZAIN RECORDS在籍時の全曲、松本孝弘との共同編曲）
- Barbier（栗林誠一郎）
  - 『Barbier first』（葉山たけしとの共同編曲）
- VALSHE
  - 「calm」
- B'z
  - 「Calling」（松本孝弘・稲葉浩志・池田大介との共同編曲）
  - 「Liar! Liar!」（松本孝弘・稲葉浩志との共同）
  - 『SURVIVE』（共同。「FIREBALL」を除く）
  - 「ultra soul」（共同）
  - 「熱き鼓動の果て」（共同）
  - 『GREEN』（共同。「Blue Sunshine」と「美しき世界」を除く）
  - 「IT'S SHOWTIME!!」（共同）
  - 「野性のENERGY」（共同）
  - 『BIG MACHINE』（共同）
  - 「ARIGATO」（共同）
  - 「愛のバクダン」（共同）
  - 『THE CIRCLE』（共同）
  - 「OCEAN」（松本孝弘・稲葉浩志・池田大介との共同編曲）
  - 「衝動」（共同）
  - 「ゆるぎないものひとつ」（共同）
  - 「SPLASH!」（共同）
  - 『MONSTER』（共同）
  - 「永遠の翼」（共同）
  - 「BURN -フメツノフェイス-」（「yokohama」および「希望の歌」を共同編曲）
  - 「イルミネーション」（共同）
  - （この他ベース、プログラミング、コーラスでの参加曲多数）
- FIELD OF VIEW
  - 「Dear old days」
  - 「When I call your name」
  - 「Rainy Day」（『FIELD OF VIEW II』に収録）
  - 「Growin' Love」（『FIELD OF VIEW II』に収録）
  - 「Wake up!!」（『FIELD OF VIEW II』に収録）
  - 「Believe myself」（『FIELD OF VIEW II』に収録）
  - 「The way of my Life」（『FIELD OF VIEW II』に収録）
  - 「Dreams」
  - 「Someday」
  - 「ある晴れた日」
  - 「青い傘で」（FIELD OF VIEWと共同）
  - 「Still」（FIELD OF VIEWと共同）
  - 「サヨナラ 〜Love is pain?〜」（FIELD OF VIEWと共同）
  - 「Cloudysky」（FIELD OF VIEWと共同）
  - 「I Want...」（FIELD OF VIEWと共同）
- Fayray
  - 「好きだなんて言えない」（All Instruments & Programming 担当）
  - 「tears」（同上）
  - 「touch me, kiss me」（同上）
  - 「look into my eyes」
- BREAKERZ
  - 「ぼくら」
  - 「アオノミライ (acoustic ver.)」（共同）
- 牧穂エミ
  - 『aromatister』
- 松本孝弘
  - 『西辺来龍 DRAGON FROM THE WEST』（共同。「SACRED FIELD」と「Trinity」を除く）
  - 『華』（共同。「華」「御堂筋BLUE」「朱 〜朝焼け〜」「Romeo & Juliet」「2011」を除く）
- TAK MATSUMOTO
  - 「いつかのメリークリスマス」、「異邦人」、「イミテイション・ゴールド」など多数の「TAK MATSUMOTO」作品に、編曲（松本孝弘と共同）、プログラミング、ベースで参加。
- MISIA
  - 「恋唄」（『KISS IN THE SKY』に収録）
  - 「Don't stop music」（『KISS IN THE SKY』に収録）
- 美川憲一
  - 「これで良しとする」（松本孝弘との共同）
  - 「華散れど月は輝く」（松本孝弘との共同）
- 水原由貴
  - 「自由に逢えない2人」
- 三好真美
  - 「(GIZA Studio R&B RESPECT Vol.1) Killing Me Softly With His Song」
- 森川七月
  - 「WHITE CHRISTMAS」（『Christmas Non-Stop Carol』に収録）
- 森下由実子
  - 「We'll Be Together」
- 森進一
  - 「さらば青春の影よ」
- 柳原愛子
  - 『Innocent color』（池田大介との共同）
- 侑璃
  - 「あなたの見上げる空になりたい」
- Les MAUVAIS GARÇONNES
  - 「愛の讃歌」(REMIX)
  - 「サン・トワ・マミー」(REMIX)
  - 「アイドルを探せ」(REMIX)
  - 「男と女 2002」（編曲）
  - 「夢見るシャンソン人形」（編曲）
- 『2002 FIFA ワールドカップ公式アルバム（コリア・ジャパン盤）』
  - 「I will follow」
- みなかみ町
  - 「みなComing」体操[33]

### 演奏
（上述の楽曲以外に、ベーシストとしてレコーディングのみ参加）
- 秋吉契里
  - 「いつか…」（『存在』に収録）
- 稲葉浩志
  - ソロアルバム『Singing Bird』（一部編曲も担当）
- ザ・チョッパーズ・レボリューション（鳴瀬喜博他）
  - 『チョパレボ!!!』（友情出演）
- TWINZER
  - 「DEAR MY LOVE」（『Feel All Right』に収録）
  - 「Our Love Story」（『Feel All Right』に収録）
- DIMENSION
  - 『Ninth Dimension "I is 9th"』（ベースソロ参加）
  - 『13th Dimension "Live Millennium" 』（全曲参加）
- 野呂一生
  - 「ギター通信教育教則本」（音源CDおよびビデオ）（ベース担当）
- May J.
  - 「First Love」、「Precious」（『Summer Ballad Covers』に収録。フレットレスベースで演奏）
  - 「Let It Go〜ありのままで〜」
- 玲里
  - 「サンタ・ロリータ」（アルバム『OPEN WORLD』収録 Bass,Backing Vocal & Claps）

### ボーカル・コーラス
（上述の楽曲以外に、ボーカリストとしてレコーディングのみ参加）
- 大黒摩季
  - 大黒摩季 featuring 生沢佑一 , 徳永暁人(doa) , 上原大史(WANDS) , Marty Friedman on Guitar「GET YOUR WAVE」
- DAIGO
  - DAIGO Guest Vocal 大黒摩季「あなただけ見つめてる 」（『Deing』に収録）
  - 森友嵐士(T-BOLAN) , 大黒摩季 , 池森秀一(DEEN) & DAIGO「果てしない夢を」（『Deing』に収録）

## 主な出演
徳永暁人個人での出演番組を記載。doaとしての出演はそれぞれの項目を参照。

### テレビ番組
- Super Hit Melody Maker 徳永暁人（2003年7月25日、テレビ神奈川）
- 坂崎幸之助のお台場フォーク村デラックス（2010年8月、フジテレビNEXT） - オープニングアクト出演
- スクールライブショー（2011年 - 2015年、NHK教育テレビジョン）
- MINYO SOUL～唄は時空を超える～（2016年1月1日、NHK総合テレビジョン） - 自身編曲の「てぃんさぐぬ花」「安里屋ユンタ」を歌う島袋寛子のバックでベース演奏。